# Campeonato Fluminense de Futebol
Campeonato Fluminense de Futebol foi a principal competição entre os times de futebol do estado do Rio de Janeiro, no Brasil, a nível estadual entre 1915 e 1978.
Até 20 de abril de 1960, a cidade do Rio de Janeiro era a capital do Brasil e não fazia parte do estado homônimo, localizando-se no então Distrito Federal. Naquele ano, com a inauguração de Brasília (incluindo a fundação do atual Distrito Federal na região do Planalto Central do Brasil), a área do antigo Distrito Federal se tornou o estado da Guanabara, onde a cidade do Rio de Janeiro foi compreendida.
Em 1975, os estados da Guanabara e do Rio de Janeiro foram fundidos formando o atual estado do Rio de Janeiro, com a cidade homônima se tornando a capital estadual, depois de Niterói. As entidades desportivas de ambos, no entanto, só se fundiram em 1978, resultando na Federação de Futebol do Estado do Rio de Janeiro (FERJ). Dada a questão histórica e a maior força do futebol da capital, tanto a nova federação quanto o campeonato unificado (Campeonato Estadual do Rio de Janeiro) receberam nomes sem o termo "fluminense".
De 1928 a 1940 não foi realizado, quando disputou-se o Campeonato Fluminense de Futebol de Seleções, torneio entre selecionados municipais.
De 1991 a 1995 a Copa Rio tinha como uma de suas chaves o Campeonato do Interior, que abrangia as mesmas cidades do Campeonato Fluminense, assemelhando-se.

## História

### A fundação da LSF e os primeiros campeonatos fluminenses
A primeira entidade de futebol estadual do Rio de Janeiro foi a Liga Sportiva Fluminense, fundada em 1915 na capital Niterói. Em 1918 a LSF torna-se a representante oficial do estado do Rio perante a então Confederação Brasileira de Desportos, atual CBF, vencendo a disputa com a rival Associação Fluminense de Desportos Terrestre - AFDT, e passa a montar as seleções fluminenses para a disputa do Campeonato Brasileiro de Seleções. No mesmo ano em que se torna a entidade oficial do estado, a AFDT é extinta e a LSF filia as ligas de Petrópolis, Campos dos Goytacazes e Nova Friburgo, junto com Niterói, as então maiores forças do estado.
No entanto, a LSF sofreu com a falta de reconhecimento de seu campeonato, disputado quase que exclusivamente por clubes da então capital estadual (as exceções foram alguns clubes de São Gonçalo e Petrópolis). As dificuldades com transportes, aliados à exigência da LSF de que todos os jogos fossem realizados na capital afastaram os times do interior do campeonato, e a competição estadual da LSF é tratada em várias fontes como sendo um campeonato de Niterói.
Outro problema enfrentado era que a entidade estadual também organizava diretamente as seleções de Niterói nos amistosos intermunicipais com as seleções dos demais municípios, gerando antipatia no interior do estado, e utilizava preferencialmente jogadores niteroienses para formar a seleção estadual que disputava o campeonato brasileiro.
Essa série de fatores, enxergados como favorecimento ao futebol da capital, causaria um crescente desagrado entre os filiados da LSF, e que resultaria na fundação de uma nova entidade em 1925.

### O fim da LSF e o surgimento da AFEA
Em 1925, os clubes Grupo de Regatas Gragoatá, Serrano Foot Ball Club, Canto do Rio Football Club, Fluminense de Natação e Regatas, Rio Cricket e Associação Atlética e Internacional Football Club, revoltados com o descaso da LSF frente ao resto do estado fundaram a Associação Fluminense de Esportes Athleticos (AFEA), disposta a organizar um campeonato estadual de futebol que facilitasse a participação de clubes de outras cidades, concedendo o direito de que cada clube mandasse seus jogos em seu município. A AFEA logo recebeu o apoio de outros clubes de Niterói e das ligas de Campos, Nova Friburgo e Petrópolis, assim como da mídia fluminense e carioca da época, que louvaram a iniciativa.
A LSF, ainda a entidade oficial do estado perante a CBD, resolveu reagir e em uma tentativa de agradar aos filiados do interior organizou em março de 1925 o chamado I Campeonato Fluminense de Futebol, pondo novamente em disputa o título de 1924. A competição, que reunía o até então já campeão estadual de 1924 - Byron -, mais os campeões de seus municípios Petropolitano e Campos, teve desfecho confuso: após eliminar o Campos nas semifinais em jogo único, o Petropolitano pediu a transferência do jogo decisivo contra o Byron, o que foi negado pela LSF. O Byron, sem disputar partida alguma, foi declarado vencedor por W.O. da final e novamente condecorado campeão estadual de 1924 pela LSF. O episódio foi motivo de descrédito da LSF por parte da mídia.
Logo depois o Campeonato Fluminense de Futebol da AFEA foi organizado, disputado por sete clubes no sistema de pontos corridos. Após terminarem empatados na primeira colocação, Serrano (Petrópolis) e Fluminense A.C. (Niterói) realizaram um jogo-extra, vencido pelo clube petropolitano por 4 a 0, sagrando-se assim o primeiro campeão estadual da AFEA.
Em 1926 a LSF mudou de denominação para Federação Fluminense de Desportos (FFD), mas já gravemente esvaziada não realizou o seu campeonato e se extinguiu no mesmo ano, sendo substituída pela AFEA como a entidade oficial do estado perante a CBD. Sobre a oficialização da AFEA, o jornal O Imparcial, do Rio de Janeiro, escreveu em julho de 1926:
"Lembram-se, por certo, os leitores dos antecedentes da scisão do estado do Rio. A archaica e decrepita Liga Sportiva Fluminense, a entidade dirigente officialmente reconhecida pela confederação, de dia para dia mais se enchafurdava em desastradas lutas de politicalha sportiva e concomitantemente se alheiava dos problemas vitaes do sport, a ponto de se interessar tão somente pelo campeonato de football de Nichteroy e, ainda assim de forma por todos os modos condemnaveis (…) cônscios dessa verdade, elementos prestigiosos, verdadeiros sportsmaen (sic.) decidiram a fundação de uma nova Liga, a qual denominaram Associação Fluminense de Esportes Athleticos - AFEA (…) De então para cá mais e mais a AFEA veio se impondo, conseguindo reunir sob sua bandeira além da totalidade dos clubs de Nichteroy mais as ligas officiaes de Campos, Friburgo e Petrópolis. É a AFEA, como se vê, a entidade que hoje, no estado do Rio, representa de facto o seu expoente esportivo. E por isso ser um facto inconteste resolveram os seus dirigentes promover a sua officialização"
Após três edições do campeonato da AFEA, no entanto, vários clubes como o Serrano e o Friburgo reclamavam dos altos custos com viagens intermunicipais. Os filiados, então, decidiram substituir os clubes por seleções na edição de 1928 (ver Campeonato Fluminense de Futebol de Seleções). Nesse período sem disputas estaduais de clubes, a liga campeã estadual ganhava o direito de representar o estado, e seu clube campeão ganhava o título simbólico de Representante Oficial do Estado, para os casos em que a AFEA precisasse indicar um clube que a representasse.
A Associação Nichteroyense de Esportes Athleticos, campeã estadual de 1928 a 1931, ganhou esse direito, estendido até 1933 com a não-realização do campeonato de seleções em 1932 e 1933, e os clubes campeões dessa entidade ganharam a honra de Representantes Oficiais do Estado do Rio - título simbólico e provavelmente não equivalente a um título de campeão estadual.

### A crise do profissionalismo e fundação da FFE
Em 1933, os clubes niteroienses Fluminense, Byron e Niteroiense, além do gonçalense Tamoio, tornaram-se profissionais, e se desligaram de suas entidades municipais. No fim do ano, fundaram a primeira liga profissional de Niterói, a Liga Nichteroyense de Football, que logo recebeu o apoio das ligas de Campos e Petrópolis (estas ainda amadoras, mas que planejavam adotar o profissionalismo). Juntas, essas três ligas fundaram a Federação Fluminense de Esportes (FFE), entidade estadual profissional que se filiou à Federação Brasileira de Futebol.
Os primeiros campeonatos organizados pela FFE aconteceram apenas em 1934, e mantinham os moldes da competição estadual da AFEA. Esta última, por sua vez, deixou de realizar campeonatos por estar esvaziada e sem ligas municipais importantes - a ANEA extinguiu-se com a saída de seus principais clubes, e as ligas de Campos e Petrópolis se filiaram à rival FFE. Os únicos campeonatos estaduais do período de 1934 a 1940 foram todos organizados pela FFE, misturando quadros profissionais (como o de Niterói) e amadores/mistos.

### A fusão das entidades e o surgimento da FFD
Em 1941 o futebol no estado se pacificou e as rivais AFEA e FFE se fundiram na Federação Fluminense de Desportos (FFD). Ao contrário do observado em vários outros estados, após a pacificação predominou o amadorismo, sendo abandonado o profissionalismo desejado pela FFE. A entidade nova manteve como data de fundação oficial a mesma da AFEA, de 1925.
A nova FFD, com o patrocínio do Cassino da Urca, voltou a organizar o campeonato fluminense com clubes, no chamado Campeonato Fluminense de Clubes Campeões, disputado em sistema de eliminatórias pelos campeões municipais de cada entidade filiada. As competições eram sempre retroativas, ou seja, disputadas no começo de um ano mas válida pela temporada imediatamente anterior. O primeiro campeonato organizado pela FFD, o de 1941 (disputado em 1942) foi vencido pelo Icaraí F.C., de Niterói derrotando o Ypiranga Futebol Clube (Macaé) por 7 a 1. A partir de 1945, no entanto, o campeonato passou a aceitar seleções novamente, tornando-se misto entre seleções e clubes. Após 1946, com o fechamento do Cassino da Urca, o número de seleções passou a ser maior do que o número de clubes:

### A criação do DEP e a era profissional
Em 1951 a FFD deu início ao profissionalismo no estado formando o Departamento Estadual de Profissionais (DEP), que organizou no começo de 1952 o I Campeonato Fluminense de Profissionais (válido pela temporada de 1951), conquistado pelo Adrianino. Ainda em 1952, com a inscrição de novos clubes, a FFD realizou o seu segundo campeonato. O Adrianino tornou a conquistar o título, e sagrou-se bicampeão em um mesmo ano. Em 1953 os clubes de Niterói e Campos, que haviam profissionalizado os seus campeonatos municipais, se recusaram a disputar o III Campeonato Fluminense de Profissionais, por conta do inchaço no número de participantes e dos altos custos com viagens. O campeonato de 1953 foi disputado apenas por equipes do Vale do Paraíba e conquistado pelo Barra Mansa Futebol Clube.
Em 1954, quando o IV Campeonato Fluminense de Profissionais estava em andamento, a FFD atendeu as pressões dos clubes de Niterói e Campos e transformou os campeonatos estaduais organizados pelo Departamento Estadual de Profissionais de 1953 (já concluído) e 1954 (em andamento) em Campeonatos de Profissionais do Vale do Paraíba, estabelecendo que os verdadeiros campeões fluminenses sairiam do cruzamento destes com os campeões profissionais de Niterói e Campos.
O campeonato fluminense de 1952 permaneceu inalterado, pois foi disputado antes do início do profissionalismo em Campos (que se profissionalizou só no segundo semestre de 52) e Niterói (início de 53). Tal medida desagradou os clubes do DEP, que continuaram se considerando participantes do verdadeiro estadual, bem como parte da mídia, que se dividiu entre apoiar os clube sul-fluminenses e os niteroienses e campistas.
Em 1954, então, o campeão do DEP Barra Mansa foi obrigado a enfrentar o Goytacaz e o Fonseca para novamente decidir o título de campeão estadual de 1953. E o clube, com um empate (1 a 1 com o Fonseca) e uma vitória (2 a 1 no Goytacaz) sagrou-se novamente campeão fluminense dessa temporada.
O título de 1954 seria disputado em 1955, mas o Clube dos Coroados, campeão do DEP, impôs dificuldades na disputa. Após várias remarcações de jogos, o clube finalmente resolveu aceitar a disputa, e os vice-campeões do DEP, Campos e Niterói também tomariam parte na disputa. Porém, a mesma foi cancelada por falta de datas.
O Frigorífico Atlético Clube conquistou o título do DEP de 1955, e disputou com os campeões e vices de Campos e Niterói o título fluminense em 1956. O Goytacaz sagrou-se campeão de 1955 ao vencer o Barra Mansa na final por 6 a 0. No começo de 1956 o DEP seria dissolvido, e uma nova organização profissional seria feita pela FFD.
Em 1962, dez anos após a fundação do DEP, a FFD tornou a reconhecer os seus campeonatos (entre 1952 e 1955) como verdadeiros estaduais após recurso dos clubes campeões (ver Diploma de Campeão Fluminense concedido pela FFD, nos arquivos do Frigorífico e do Clube dos Coroados, concedido em 1962). Os cruzamentos dos campeões estaduais pelo DEP com os campeões de Niterói e Campos passaram a ser considerados supercampeonatos fluminenses (ou campeonatos estaduais extras), também válidos como estadual.

### A fusão dos estados do Rio de Janeiro e da Guanabara
Em 1975, os estados do Rio de Janeiro e da Guanabara se fundem. O Campeonato Carioca de Futebol daquele ano, vencido pelo Fluminense Football Club, fora concluído antes da fusão, mas o Campeonato Fluminense de Futebol Profissional, tradicionalmente disputado no fim do ano e concluído apenas no ano seguinte, ainda não havia começado.
A mobilização pela fusão das entidades do Rio (FFD) e da Guanabara (Federação Carioca de Futebol - FCF) fez com que a FFD não organizasse as demais zonas profissionais, sendo disputada apenas e em última hora a zona de Campos, esta organizada com o aval da FFD pela Liga Campista de Desportos. O Americano Futebol Clube de Campos conquistou o título campista e ao mesmo tempo o que a princípio seria o último título fluminense, o de 1975.
No entanto a fusão das entidades não ocorreu de imediato, por conta do interesse dos clubes cariocas, não desejosos de enfrentar clubes fluminenses em seu campeonato.
A FCF e a FFD, então, estabeleceram o chamado modus vivendi - as duas entidades permaneceriam separadas, cada qual com o seu campeonato, mas três clubes fluminenses ganhariam o direito de participar como convidados do campeonato carioca, permanecendo os restantes no campeonato fluminense (chamado pelos jornais, por vezes, de Campeonato de Profissionais do Interior) - os escolhidos de 1976 foram Americano, Goytacaz e Volta Redonda - vagas essas que teoricamente aumentariam até a fusão definitiva das entidades.
Em 1978, porém, ano em que abririam mais vagas no campeonato carioca para representantes de Niterói, São Gonçalo, Petrópolis e Nova Friburgo, um movimento liderado pelos cariocas São Cristóvão, Flamengo e Vasco da Gama tentou excluir os clubes do interior do campeonato. A briga foi resolvida pela Confederação Brasileira de Desportos, que por decreto obrigou a fusão da FCF e da Federação Fluminense de Futebol (FFF), nome adotado pela FFD em 1977, originando a atual Federação de Futebol do Estado do Rio de Janeiro (FERJ).
Apesar da fusão em 1978 a nova FERJ ainda realizou dois campeonatos distintos, um apenas para equipes da capital (o Campeonato Carioca, vencido pelo Flamengo) e outro para as equipes do interior (o último Campeonato Fluminense, vencido pelo Goytacaz), ambos classificatórios para o I Campeonato do Estado do Rio de Janeiro, a ser realizado em 1979. Com mais vagas para as equipes da capital do que do interior, com o propósito de reduzir a presença dessas equipes, esse sistema classificatório geraria outra crise em 1979, que acabou gerando dois campeonatos estaduais naquela temporada.
Vale ressaltar que, a rigor, os campeões cariocas, desde 1979, também são os campeões fluminenses.

## Edições
| Ano  | Organizador | Campeão                   | Vice-campeão               | Terceiro colocado           | Quarto colocado             |
| ---- | ----------- | ------------------------- | -------------------------- | --------------------------- | --------------------------- |
| 1915 | LSF         | Ararigboya (1)            | desconhecido               | desconhecido                | desconhecido                |
| 1916 | LSF         | Parnahyba (1)             | desconhecido               | desconhecido                | desconhecido                |
| 1917 | LSF         | Odeon (1)                 | desconhecido               | desconhecido                | desconhecido                |
| 1917 | AFDT        | Byron (1)                 | desconhecido               | desconhecido                | desconhecido                |
| 1918 | LSF         | Nictheroyense (1)         | desconhecido               | desconhecido                | desconhecido                |
| 1918 | AFDT        | não concluído             |                            |                             |                             |
| 1919 | LSF         | Fluminense de Niterói (1) | Barreto                    | Byron                       | Odeon e Nictheroyense       |
| 1920 | LSF         | Fluminense de Niterói (2) | Barreto                    | Canto do Rio                | Odeon                       |
| 1921 | LSF         | Barreto (1)               | Odeon                      | Byron                       | Fluminense de Niterói       |
| 1922 | LSF         | Byron (2)                 | Nictheroyense e Barreto    |                             | Odeon                       |
| 1923 | LSF         | Barreto (2)               | desconhecido               | desconhecido                | desconhecido                |
| 1924 | LSF         | Byron (3)                 | Nictheroyense              | Neves                       | desconhecido                |
| 1924 | LSF         | Byron                     | Petropolitano              | Campos                      | -                           |
| 1925 | LSF         | Byron (4)                 | Ypiranga de Niterói        | desconhecido                | desconhecido                |
| 1925 | AFEA        | Serrano (1)               | Fluminense de Niterói      | Canto do Rio                | Gragoatá                    |
| 1926 | AFEA        | Elite (1)                 | Byron                      | Fluminense de Niterói       | desconhecido                |
| 1927 | AFEA        | Gragoatá (1)              | Byron                      | Ypiranga de Niterói         | Fluminense de Niterói       |
| 1941 | FFD         | Icaraí (1)                | Ypiranga de Macaé          | Riachuelo                   | Royal                       |
| 1942 | FFD         | Royal (1)                 | Metalúrgico                | Petropolitano               | Barra Mansa                 |
| 1943 | FFD         | Icaraí (2)                | Goytacaz                   | Metalúrgico                 | Cascatinha                  |
| 1944 | FFD         | Petropolitano (1)         | Esperança de Nova Friburgo | Americano                   | Royal                       |
| 1945 | FFD         | Serrano (2)               | Goytacaz                   | desconhecido                | desconhecido                |
| 1952 | DEP         | Adrianino (1)             | Coroados                   | Central                     | Barra Mansa                 |
| 1952 | DEP         | Adrianino (2)             | Central                    | Barra Mansa                 | Coroados                    |
| 1953 | DEP         | Barra Mansa (1)           | Royal                      | desconhecido                | desconhecido                |
| 1954 | DEP         | Coroados (1)              | Royal                      | desconhecido                | desconhecido                |
| 1955 | DEP         | Frigorífico (1)           | Barra Mansa                | desconhecido                | desconhecido                |
| 1956 | DDP         | não concluído             |                            |                             |                             |
| 1957 | DEP         | não concluído             |                            | Nacional de Duque de Caxias | Fonseca                     |
| 1958 | DEP         | Manufatora (1)            | Rio Branco                 | Barbará                     | desconhecido                |
| 1959 | DEP         | Fonseca (1)               | Goytacaz                   | Nacional de Duque de Caxias | desconhecido                |
| 1960 | DEP         | Fonseca (2)               | Goytacaz                   | desconhecido                | desconhecido                |
| 1961 | DEP         | Rio Branco (1)            | Fonseca                    | desconhecido                | desconhecido                |
| 1962 | DEP         | Fonseca (3)               | Rio Branco                 | Municipal de Campos         | desconhecido                |
| 1963 | DEP         | Goytacaz (2)              | desconhecido               | desconhecido                | desconhecido                |
| 1964 | DEP         | Americano (1)             | Municipal de Campos        | desconhecido                | desconhecido                |
| 1964 | DEP         | Eletrovapo (1)            | Americano                  | -                           | -                           |
| 1965 | DEP         | Americano (2)             | Rio Branco                 | desconhecido                | desconhecido                |
| 1966 | DEP         | Goytacaz (3)              | Royal                      | Americano                   | Central                     |
| 1967 | DEP         | Goytacaz (4)              | Central                    | Barra Mansa                 | Americano                   |
| 1968 | DEP         | Americano (3)             | Barra Mansa ou Goytacaz    | Barra Mansa ou Goytacaz     | Resende                     |
| 1969 | DEP         | Americano (4)             | Royal                      | Barra Mansa                 | Goytacaz                    |
| 1970 | DEP         | Central (1)               | Barbará                    | Americano                   | Rio Branco                  |
| 1971 | DEP         | Barbará (1)               | Americano e Goytacaz       |                             | Nacional de Duque de Caxias |
| 1972 | DEP         | Barbará (2)               | Sapucaia                   | Cambaíba                    | Nacional de Duque de Caxias |
| 1973 | DEP         | Cambaíba (1)              | Sapucaia                   | Rio Branco                  | Americano                   |
| 1974 | DEP         | Sapucaia (1)              | Americano                  | Tiradentes                  | Barbará                     |
| 1975 | DEP         | Americano (5)             | Goytacaz                   | Cambaíba                    | desconhecido                |
| 1976 | DEP         | Central (2)               | Paraíso                    | Manufatora                  | Nalin                       |
| 1977 | DEP         | Manufatora (2)            | Itaboraí                   | Nalin                       | Costeira                    |
| 1978 | DEP         | Goytacaz (5)              | Americano                  | Volta Redonda               | Fluminense de Nova Friburgo |

## Títulos
Os campeonatos fluminenses disputados por clubes consagraram os seguintes campeões:
| Clube                      | Cidade                      | Campeão                                          | Vice-campeão                                                       | Terceiro lugar                             | Quarto lugar             |
| -------------------------- | --------------------------- | ------------------------------------------------ | ------------------------------------------------------------------ | ------------------------------------------ | ------------------------ |
| Goytacaz                   | Campos dos Goytacazes       | 5 (1955 Supercampeonato, 1963, 1966, 1967, 1978) | 8 (1936, 1943, 1945, 1953 Supercampeonato, 1959, 1960, 1971, 1975) | 1 (1968)                                   | 1 (1969)                 |
| Americano                  | Campos dos Goytacazes       | 5 (1964, 1965, 1968, 1969, 1975)                 | 4 (1964 Extra, 1971, 1974, 1978)                                   | 4 (1944, 1955 Supercampeonato, 1966, 1970) | 2 (1967, 1973)           |
| Byron                      | Niterói                     | 4 (1917, 1922, 1924, 1925)                       | 2 (1926, 1927)                                                     | 2 (1919, 1921)                             | 0                        |
| Fonseca                    | Niterói                     | 3 (1959, 1960, 1962)                             | 1 (1961)                                                           | 1 (1953 Supercampeonato)                   | 1 (1957)                 |
| Manufatora                 | Niterói                     | 2 (1958, 1977)                                   | 0                                                                  | 1 (1976)                                   | 0                        |
| Central                    | Barra do Piraí              | 2 (1970, 1976)                                   | 2 (1952 Extra, 1967)                                               | 1 (1952)                                   | 1 (1966)                 |
| Barbará                    | Barra Mansa                 | 2 (1971, 1972)                                   | 1 (1970)                                                           | 1 (1958)                                   | 1 (1974)                 |
| Barra Mansa                | Barra Mansa                 | 2 (1953, 1953 Supercampeonato)                   | 2 (1955, 1955 Supercampeonato)                                     | 3 (1952 Extra, 1967, 1969)                 | 2 (1942, 1952)           |
| Adrianino                  | Engenheiro Paulo de Frontin | 2 (1952, 1952 Extra)                             | 0                                                                  | 0                                          | 0                        |
| Serrano                    | Petrópolis                  | 2 (1925, 1945)                                   | 0                                                                  | 0                                          | 0                        |
| Icaraí                     | Niterói                     | 2 (1941, 1943)                                   | 0                                                                  | 0                                          | 0                        |
| Barreto                    | Niterói                     | 2 (1921, 1923)                                   | 3 (1919, 1920, 1922)                                               | 0                                          | 0                        |
| Fluminense                 | Niterói                     | 2 (1919, 1920)                                   | 1 (1925)                                                           | 1 (1926)                                   | 2 (1921, 1927)           |
| Sapucaia                   | Campos dos Goytacazes       | 1 (1974)                                         | 2 (1972, 1973)                                                     | 0                                          | 0                        |
| Cambaíba                   | Campos dos Goytacazes       | 1 (1973)                                         | 0                                                                  | 2 (1972, 1975)                             | 0                        |
| Eletrovapo                 | Niterói                     | 1 (1964 Extra)                                   | 0                                                                  | 0                                          | 0                        |
| Rio Branco                 | Campos dos Goytacazes       | 1 (1961)                                         | 3 (1958, 1962, 1965)                                               | 1 (1973)                                   | 1 (1970)                 |
| Frigorífico                | Mendes                      | 1 (1955)                                         | 0                                                                  | 0                                          | 0                        |
| Coroados                   | Valença                     | 1 (1954)                                         | 1 (1952)                                                           | 0                                          | 1 (1952 Extra)           |
| Petropolitano              | Petrópolis                  | 1 (1944)                                         | 1 (1924)                                                           | 1 (1942)                                   | 0                        |
| Royal                      | Barra do Piraí              | 1 (1942)                                         | 4 (1953, 1954, 1966, 1969)                                         | 0                                          | 2 (1941, 1944)           |
| Gragoatá                   | Niterói                     | 1 (1927)                                         | 0                                                                  | 0                                          | 1 (1925)                 |
| Elite                      | Niterói                     | 1 (1926)                                         | 0                                                                  | 0                                          | 0                        |
| Nictheroyense              | Niterói                     | 1 (1918)                                         | 2 (1922, 1924)                                                     | 0                                          | 1 (1919)                 |
| Odeon                      | Niterói                     | 1 (1917)                                         | 1 (1921)                                                           | 0                                          | 3 (1919, 1920, 1922)     |
| Parnahyba                  | Niterói                     | 1 (1916)                                         | 0                                                                  | 0                                          | 0                        |
| Ararigboya                 | Niterói                     | 1 (1915)                                         | 0                                                                  | 0                                          | 0                        |
| Itaboraí                   | Itaboraí                    | 0                                                | 1 (1977)                                                           | 0                                          | 0                        |
| Paraíso                    | Campos dos Goytacazes       | 0                                                | 1 (1976)                                                           | 0                                          | 0                        |
| Municipal                  | Campos dos Goytacazes       | 0                                                | 1 (1964)                                                           | 1 (1962)                                   | 0                        |
| Esperança de Nova Friburgo | Nova Friburgo               | 0                                                | 1 (1944)                                                           | 0                                          | 0                        |
| Metalúrgico                | São Gonçalo                 | 0                                                | 1 (1942)                                                           | 1 (1943)                                   | 0                        |
| Ypiranga                   | Macaé                       | 0                                                | 1 (1941)                                                           | 0                                          | 0                        |
| Ypiranga de Niterói        | Niterói                     | 0                                                | 1 (1925)                                                           | 1 (1927)                                   | 0                        |
| Nacional                   | Duque de Caxias             | 0                                                | 0                                                                  | 2 (1957, 1959)                             | 2 (1971, 1972)           |
| Volta Redonda              | Volta Redonda               | 0                                                | 0                                                                  | 1 (1978)                                   | 0                        |
| Nalin                      | São Gonçalo                 | 0                                                | 0                                                                  | 1 (1977)                                   | 1 (1976)                 |
| Tiradentes                 | Niterói                     | 0                                                | 0                                                                  | 1 (1974)                                   | 0                        |
| Riachuelo                  | Paraíba do Sul              | 0                                                | 0                                                                  | 1 (1941)                                   | 0                        |
| Canto do Rio               | Niterói                     | 0                                                | 0                                                                  | 2 (1920, 1925)                             | 0                        |
| Campos                     | Campos dos Goytacazes       | 0                                                | 0                                                                  | 1 (1924)                                   | 0                        |
| Neves                      | São Gonçalo                 | 0                                                | 0                                                                  | 1 (1924)                                   | 0                        |
| Fluminense                 | Nova Friburgo               | 0                                                | 0                                                                  | 0                                          | 1 (1978)                 |
| Costeira                   | São Gonçalo                 | 0                                                | 0                                                                  | 0                                          | 1 (1977)                 |
| Resende                    | Resende                     | 0                                                | 0                                                                  | 0                                          | 1 (1968)                 |
| Cruzeiro                   | Niterói                     | 0                                                | 0                                                                  | 0                                          | 1 (1955 Supercampeonato) |
| Cascatinha                 | Petrópolis                  | 0                                                | 0                                                                  | 0                                          | 1 (1943)                 |

A estes, devem ser acrescidos os campeões cariocas desde 1979, pois estes também são os campeões fluminenses.

### Por cidade
| Cidade                      | Títulos |
| --------------------------- | ------- |
| Niterói                     | 22      |
| Campos dos Goytacazes       | 13      |
| Barra Mansa                 | 4       |
| Barra do Piraí              | 3       |
| Petrópolis                  | 3       |
| Engenheiro Paulo de Frontin | 2       |
| Mendes                      | 1       |
| Valença                     | 1       |

## Outros Torneios

### Torneio Início
Torneio Início do Campeonato Fluminense foi disputado pela primeira vez em 1918 e foi disputado consecutivamente até 1927, Mais de 20 anos depois o torneio início foi realizado novamente em 1952 e novamente em 1953, Depois disso o torneio nuca mais foi realizado.
| Ano  | Campeão               | Vice-campeão          | Terceiro colocado | Quarto colocado       |
| ---- | --------------------- | --------------------- | ----------------- | --------------------- |
| 1918 | Canto do Rio          | Byron                 | Cruzeiro do Sul   | Palmeiras             |
| 1919 | Barreto               | Odeon                 |                   |                       |
| 1920 | Barreto               | Ypiranga de Niterói   |                   |                       |
| 1921 | Odeon                 | Fluminense de Niterói | Canto do Rio      | Ararigboya            |
| 1922 | Fluminense de Niterói | Barreto               | Odeon             | Ararigboya            |
| 1923 | Nictheroyense         | Byron                 |                   |                       |
| 1924 | Barreto               | Ypiranga de Niterói   |                   |                       |
| 1925 | Serrano               | Rio Cricket           | Canto do Rio      | Gragoatá              |
| 1926 | Canto do Rio          |                       |                   |                       |
| 1927 | Byron                 | Canto do Rio          | Gragoatá          | Fluminense de Niterói |
| 1952 | Adrianino             | Coroados              | Barra Mansa       | Fonseca               |
| 1953 | Barra Mansa           | Royal                 | 1º de Maio        | Frigorífico           |

### Supercampeonato Fluminense de Futebol
| Ano  | Campeão         | Vice-campeão | Terceiro colocado | Quarto colocado |
| ---- | --------------- | ------------ | ----------------- | --------------- |
| 1953 | Barra Mansa (1) | Goytacaz     | Fonseca           |                 |
| 1955 | Goytacaz (1)    | Barra Mansa  | Americano         | Cruzeiro        |

### Segunda Divisão
Segunda Divisão foi realizado primeiramente na década de 20 (1923 e 1924) e o campeão em ambas foi o Fonseca, A competição retornou em 1976 e foi realizado até 1978. Depois da unificação entre os campeonatos carioca e fluminense os clubes do Campeonato Fluminense passaram a integrar a Segunda Divisão do Carioca (1979) e a Terceira Divisão (1980)
| Ano  | Campeão       |
| ---- | ------------- |
| 1923 | Fonseca       |
| 1924 | Fonseca       |
| 1976 | Costeira      |
| 1977 | Nalin         |
| 1978 | Friburgo      |
| 1979 | Nova Friburgo |
| 1979 | Costeira      |

### Segundos e Terceiros Quadros
| Nº | Ano  | Segundo Quadro | Terceiro Quadro     |
| -- | ---- | -------------- | ------------------- |
| 1  | 1915 | Odeon          | Byron               |
| 2  | 1916 | Fluminense     | Ypiranga de Niterói |
| 3  | 1917 | Nictheroyense  | Barreto             |
| 4  | 1918 | Fluminense     | Barreto             |
| 5  | 1919 | Barreto        | Byron               |
| 6  | 1920 | Barreto        | Byron               |
| 7  | 1921 | Byron          | Barreto             |
| 8  | 1922 | Canto do Rio   | Byron               |
| 9  | 1923 | Byron          | Barreto             |
| 10 | 1924 | Nictheroyense  | Neves               |
| 11 | 1925 | Canto do Rio   |                     |
| 12 | 1926 | Canto do Rio   |                     |

### Campeonato Fluminense de Futebol de Seleções
O Campeonato Fluminense de Futebol de Seleções Municipais começou a ser disputado em 1928 e acabou em 1974.[carece de fontes?]

### Edições
| Nº | Ano  | Campeão                    | Vice                  |
| -- | ---- | -------------------------- | --------------------- |
| 1  | 1928 | Niterói (1)                | Campos dos Goytacazes |
| 2  | 1929 | Niterói (2)                | Nova Friburgo         |
| 3  | 1930 | Niterói (3)                | Campos dos Goytacazes |
| 4  | 1931 | Niterói (4)                | Petrópolis            |
| 5  | 1934 | Barra do Piraí (1)         | Nova Friburgo         |
| 6  | 1935 | Niterói (5)                | Nova Iguaçu           |
| 7  | 1936 | Campos dos Goytacazes (1)  | Petrópolis            |
| 8  | 1938 | Niterói (6)                | Petrópolis            |
| 9  | 1939 | Campos dos Goytacazes (2)  | Petrópolis            |
| 10 | 1940 | Campos dos Goytacazes* (3) |                       |
| 10 | 1940 | Nova Friburgo* (1)         |                       |
| 11 | 1947 | Campos dos Goytacazes (4)  | Petrópolis            |
| 12 | 1948 | Petrópolis (1)             | Nova Friburgo         |
| 13 | 1949 | Petrópolis (2)             |                       |
| 14 | 1950 | Barra do Piraí (2)         |                       |
| 15 | 1951 | Barra do Piraí (3)         | São Gonçalo           |
| 16 | 1952 | Barra do Piraí (4)         | Itaperuna             |
| 17 | 1953 | São Gonçalo (1)            | Nova Friburgo         |
| 18 | 1954 | São Gonçalo (2)            | Volta Redonda         |
| 19 | 1955 | Três Rios (1)              | São Gonçalo           |
| 20 | 1956 | Nova Friburgo (2)          | Itaperuna             |
| 21 | 1958 | Itaperuna (1)              |                       |
| 22 | 1960 | Nova Friburgo (3)          |                       |
| 23 | 1961 | Nova Friburgo (4)          |                       |
| 24 | 1962 | Barra Mansa (1)            |                       |
| 25 | 1964 | Macaé (1)                  |                       |
| 26 | 1966 | Macaé (2)                  |                       |
| 27 | 1968 | Petrópolis (3)             |                       |
| 28 | 1970 | Petrópolis (4)             |                       |
| 29 | 1972 | Nova Friburgo (5)          |                       |
| 30 | 1974 | Campos dos Goytacazes (5)  |                       |

[*] Após muitos empates, o título foi dividido.

### Total de títulos
| Seleção               | Total | Anos dos campeonatos                |
| --------------------- | ----- | ----------------------------------- |
| Niterói               | 6     | 1928; 1929; 1930; 1931; 1935 e 1938 |
| Campos dos Goytacazes | 5     | 1936; 1939; 1940; 1947 e 1974       |
| Nova Friburgo         | 5     | 1940; 1956; 1960; 1961 e 1972       |
| Petrópolis            | 4     | 1948; 1949; 1968 e 1970             |
| Barra do Piraí        | 4     | 1934; 1950; 1951 e 1952             |
| Macaé                 | 2     | 1964 e 1966                         |
| São Gonçalo           | 2     | 1953 e 1954                         |
| Barra Mansa           | 1     | 1962                                |
| Itaperuna             | 1     | 1958                                |
| Três Rios             | 1     | 1955                                |

### Campeonato Fluminense de Futebol Amador
| Ano  | Campeão          | Vice      |
| ---- | ---------------- | --------- |
| 1942 |                  | Eldolrado |
| 1947 |                  | Mauá      |
| 1947 |                  | Carioca   |
| 1953 | Metalúrgico (1)  |           |
| 1955 |                  | Forte     |
| 1958 | Trindade (1)     | Forte     |
| 1996 | Santa Izabel (1) | Forte     |